# Florian (Fernsehserie)
Florian ist eine fünfteilige deutsche Familienserie von Celino Bleiweiß, die dienstags von April bis Mai 1990 im ZDF ausgestrahlt wurde. Die dreiviertelstündigen Folgen liefen nachmittags an unterschiedlichen Sendetagen. Sie basiert lose auf den Drehbüchern von Peter Härtling.

## Inhalt
Im Mittelpunkt steht der junge Florian, der als Zivildienstleistender im Altenheim unter Leitung von Dr. Kamberger arbeitet. Der zu Beginn leicht bekümmerte Mann, wird durch den Kontakt mit den Heimbewohnern, die kurz vor ihrem Tod sich befindet, reifer und fühlt sich mehr und mehr geerdet. Der Tod von Herrn Weiß, den er bis zum Ende betreute, aber auch das Ableben der geistig verwirrten Kuni nehmen den jungen Mann emotional sehr mit.

## Schauspieler und Rollen
Die folgende Tabelle zeigt eine Übersicht der Haupt- und Nebendarsteller mit deren Rollen.
| Schauspieler        | Rolle              | Beschreibung                       | Episoden |
| ------------------- | ------------------ | ---------------------------------- | -------- |
| Pascal Breuer       | Benno Grimm        | Zivildienstleistender im Altenheim | 5        |
| Monika Woytowicz    | Frau Dr. Kamberger | Heimleiterin                       | 5        |
| Andrea Sawatzki     | Silvia             | Pflegerin                          | 5        |
| Eva Behrmann        | Tina               | Pflegerin                          | 5        |
| Käthe Reichel       | Kuni †             | Heimbewohnerin, stirbt in Folge 5  | 5        |
| Richard Beek        | Herr Taubert       | Heimbewohner                       | 5        |
| Herta Böhm          | Frau Odenbrink     | Heimbewohnerin                     | 5        |
| Georg Lehn          | Herr Odenbrink     | Heimbewohner                       | 5        |
| Lukas Ammann        | Herr Sattler       | Heimbewohner                       | 5        |
| Heinz Joachim Klein | Herr Weiß †        | Heimbewohner, stirbt in Folge 4    | 5        |
| Ruth Hausmeister    | Frau Bitter        | Heimbewohner                       | 5        |
| Elisabeth Bertram   | Frau Schmittchen   | Heimbewohner                       | 5        |
| Christian Schneller | Herr Klemperer     | Heimbewohner                       | 5        |

## Episodenliste
| Folge | Titel              | Ausstrahlung   |
| ----- | ------------------ | -------------- |
| 1     | Ein Zivi für Kuni  | 13. April 1990 |
| 2     | Schonkost          | 16. April 1990 |
| 3     | Der Ausflug        | 22. April 1990 |
| 4     | Das letzte Kapitel | 29. April 1990 |
| 5     | Adieu, Kuni        | 6. Mai 1990    |